# Cuviersche Schläuche

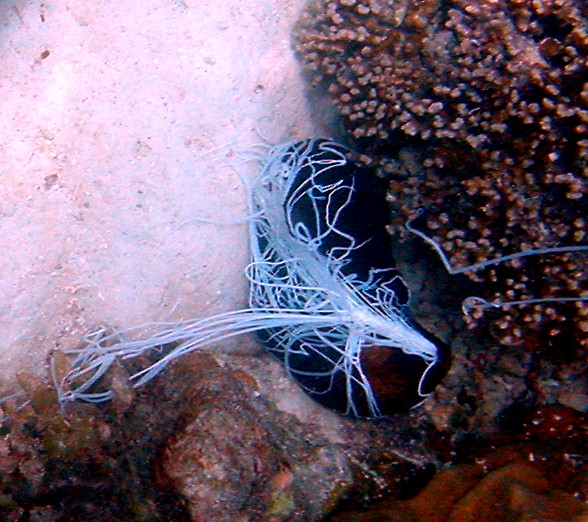
Seewalzen mit ausgestoßenen Cuvierschen Schläuchen

Cuviersche Schläuche (nach Georges Cuvier) sind der Feindabwehr dienende Organe einiger Seegurken (Holothuroidea). Cuviersche Schläuche haben sich wahrscheinlich aus modifizierten Kiemen entwickelt. Sie ragen in die Leibeshöhle und sind an der Basis der Wasserlungen befestigt. Sie werden bei Bedrohung dem Angreifer entgegengeschleudert und bilden bei Kontakt mit dem Meerwasser ein zähes Netzwerk klebriger Fäden, das sehr dehnbar ist und in dem sich Fische, Krebstiere oder andere Beutegreifer verfangen können. Die Cuvierschen Schläuche sind weiß oder rötlich gefärbt. Die Klebstoffe enthalten bei einigen Arten Gifte, die als Holothurine bezeichnet werden.